# Jatón Chacaljemel
Jatón Chacaljemel är en ort i Mexiko.   Den ligger i kommunen Comitán Municipality och delstaten Chiapas, i den sydöstra delen av landet, 800 km öster om huvudstaden Mexico City. Jatón Chacaljemel ligger 1 584 meter över havet och antalet invånare är 584.
Terrängen runt Jatón Chacaljemel är platt åt nordost, men åt sydväst är den kuperad. Terrängen runt Jatón Chacaljemel sluttar söderut. Runt Jatón Chacaljemel är det ganska tätbefolkat, med 96 invånare per kvadratkilometer. Närmaste större samhälle är Comitán, 7,0 km nordväst om Jatón Chacaljemel. I omgivningarna runt Jatón Chacaljemel växer huvudsakligen savannskog.